# Uke (arti marziali)
Nelle arti marziali giapponesi, uke (受け?) (ɯkɛ) è colui il quale "riceve" una tecnica.
Uke ha anche un altro significato: parata.
L'esatto ruolo di uke varia nelle differenti arti e spesso anche all'interno di una stessa arte marziale, a seconda dalla situazione. Per esempio in aikidō e Jūdō kata, uke "attacca" il suo compagno che quindi si difende mettendo in pratica la tecnica. Recentemente negli stage di allenamento del jujutsu tradizionale gli studenti più giovani hanno il preciso compito di fare da uke. Nelle arti basate sulle armi, a fare da uke è spesso il maestro.
Ci sono diversi termini usati per descrivere il"contrario" di uke, sempre a seconda della situazione, esso può essere nage (投げ?, nagè), tori o shite.
L'azione di uke è chiamata ukemi (受身?, ukemi). Letteralmente: "corpo ricevente"; in pratica sono le cadute: quest'arte insegna a saper ricevere correttamente ed in tutta sicurezza, un attacco. Per esempio si impara a "rotolare" a seguito di una proiezione sia per evitare danni fisici sia per allenare il fisico. Infatti sia in aikidō sia in Jūdō spesso le lezioni iniziano proprio con specifici allenamenti di cadute
Una componente essenziale dell'ukemi è la consapevolezza. L'uke diventa abile, attraverso la pratica e l'esercizio a rispondere velocemente a qualsiasi azione. Un ukemi realmente aggraziato si ottiene attraverso un serio allenamento e con un buon equilibrio sincretico con il compagno di allenamento.